# کالیمانیچی
کالیمانیچی (به صربی: Kalimanići) یک منطقهٔ مسکونی در صربستان است که در ناحیه موراویتسا واقع شده‌است. کالیمانیچی ۱۸۱ نفر جمعیت دارد.